# Recilia banda
Recilia banda är en insektsart som beskrevs av Kramer 1962. Recilia banda ingår i släktet Recilia och familjen dvärgstritar. Inga underarter finns listade i Catalogue of Life.